# (35064) 1988 RE10
(35064) 1988 RE10 es un asteroide perteneciente al cinturón de asteroides descubierto el 14 de septiembre de 1988 por Schelte John Bus desde el Observatorio Interamericano del Cerro Tololo, La Serena, Chile.

## Designación y nombre
Designado provisionalmente como 1988 RE10.

## Características orbitales
1988 RE10 está situado a una distancia media del Sol de 2,541 ua, pudiendo alejarse hasta 3,142 ua y acercarse hasta 1,941 ua. Su excentricidad es 0,236 y la inclinación orbital 2,932 grados. Emplea 1480,05 días en completar una órbita alrededor del Sol.

## Características físicas
La magnitud absoluta de 1988 RE10 es 15,1. 